# 什未林湖 (托伊皮茨)
52°09′15″N 13°37′26″E / 52.154264°N 13.623905°E
什未林湖（德語：Schweriner See），是德國的湖泊，位於該國西南部，由勃蘭登堡州負責管轄，處於達默-施普雷瓦爾德縣，長1.9公里、寬0.7公里，面積2.4平方公里，海拔高度31米，平均水深2.2米，最大水深4.7米，水體容量400萬立方米。